# Dover Castle

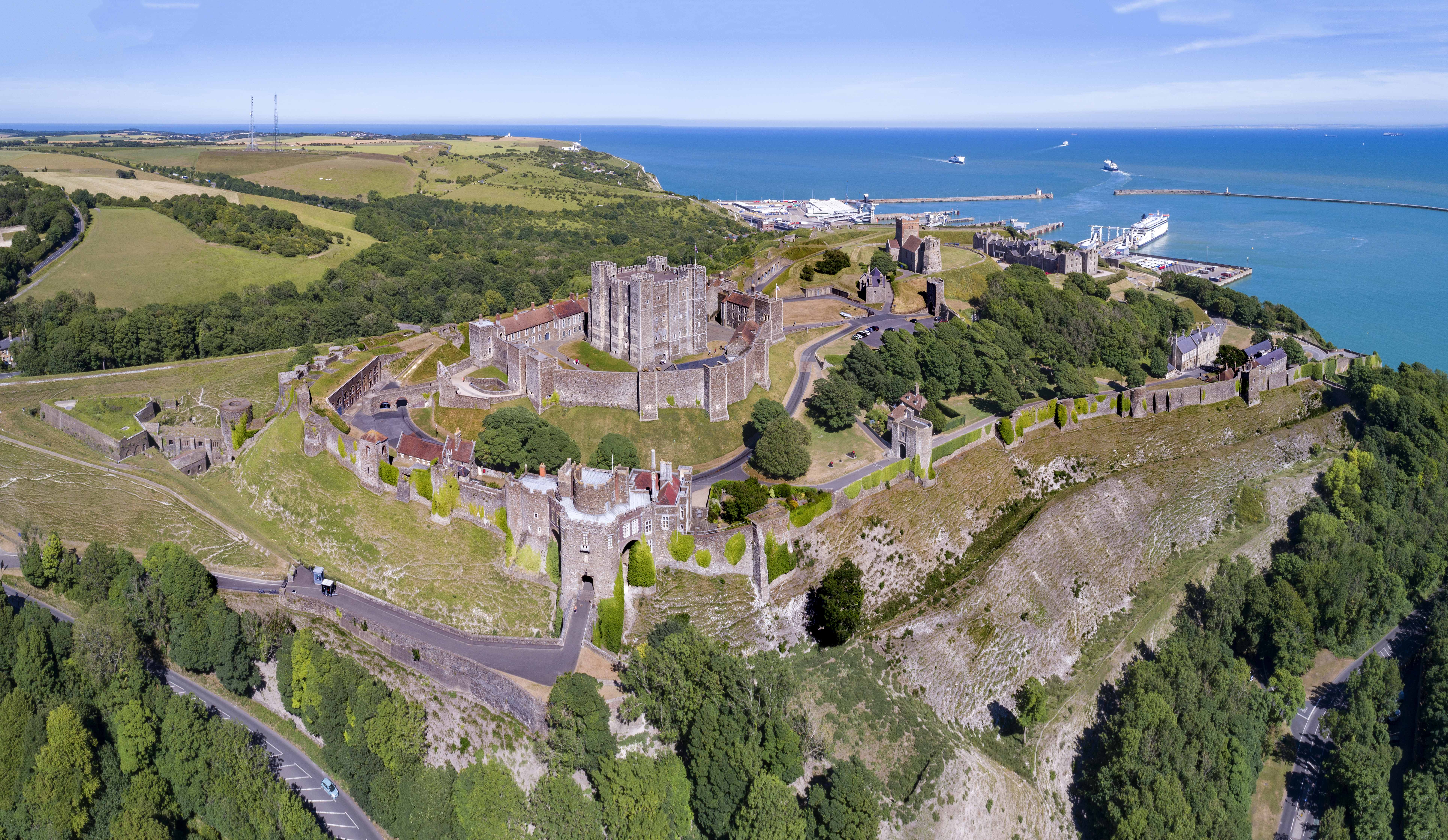
Panoramavy över Dover Castle

Dover Castle ligger i Kent och har beskrivits som "Nyckeln till England" på grund av dess betydelse för försvaret genom historien. 

## Tidiga befästningar

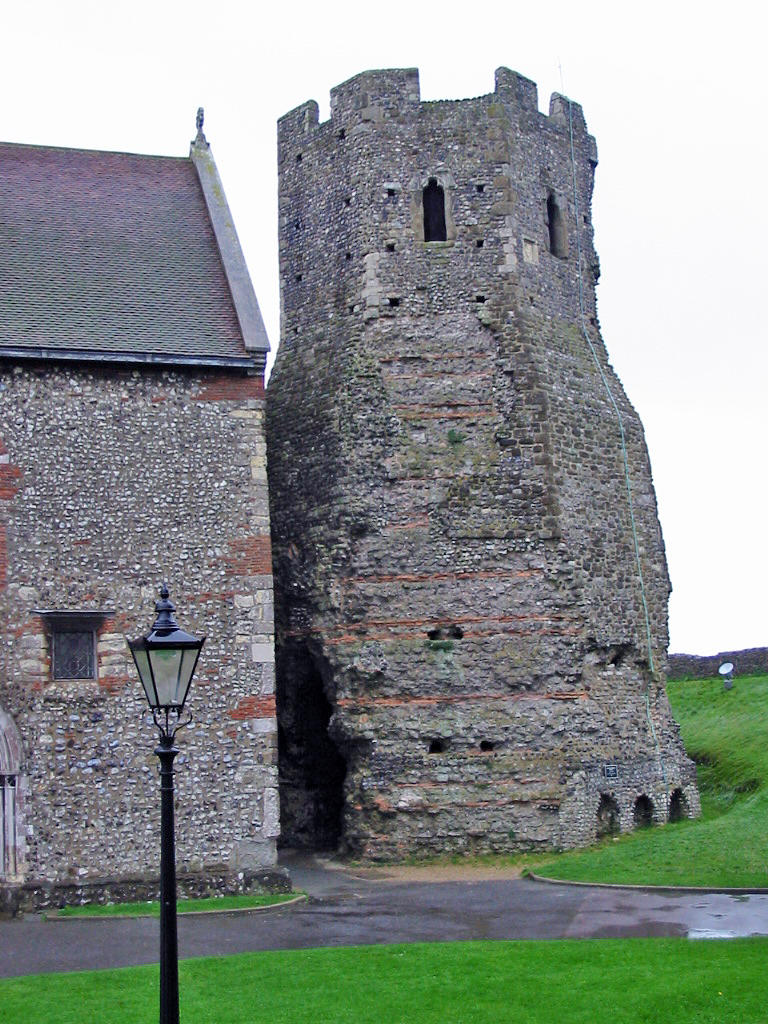
Den romerska fyren vid Dover Castle

Det fanns en befästning med jordvallar som byggts av den brittiska befolkningen innan romarna invaderade området år 43 e.Kr. Romarna uppförde ett 24 meter högt fyrtorn, som fortfarande står kvar. 
Alldeles bredvid fyren ligger den anglosaxiska kyrkan St. Mary-in-Castro, som är omkring 1 000 år gammal. Den byggdes där så att man kunde använda fyrtornet som kyrktorn. 
Den första borgen var antagligen anglosaxisk, men efter slaget vid Hastings förbättrade Vilhelm Erövraren befästningarna och byggde en motteborg.

## Henrik II:s borg
Det var under kung Henrik II:s regering som borgen började få en igenkännlig form. Den inre borggården och det stora kärntornet är från denna tid. 

## Belägringen 1216
År 1216 hade en grupp rebelliska baroner inbjudit Ludvig VIII av Frankrike att komma och ta över Englands tron. Canterbury, Rochester och London hade redan fallit, och kung Johans styrkor hamnade under belägring vid Dover. Borgens kommendant, Hubert de Burgh, hade framgångsrikt försvarat borgen vid Chinon 1205 och hade en välförsedd garnison med mannar. 
Belägringen började den 19 juli. Ludvigs män underminerade porttornet och försökte välta porten, men De Burghs män lyckades trycka tillbaka angriparna och blockerade hålet i murarna med stora stockar. 

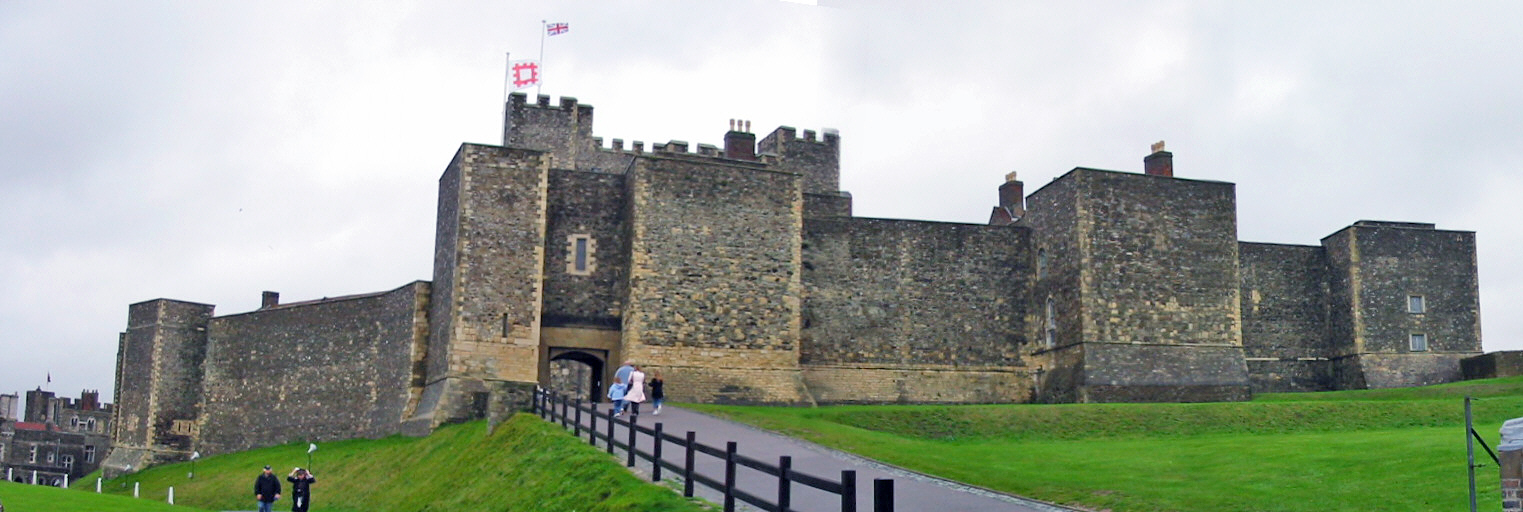
Den inre borggården

Efter tre månaders belägring förklarade Ludvig vapenstillestånd den 14 oktober och återvände strax efter till London. Garnisonen i Dover avbröt flera gånger hans förbindelse med Frankrike, och Ludvig återvände till Dover för att påbörja en andra belägring den 12 maj 1217. Men när många av hans män var inblandade i belägringen led han svåra förluster i slaget vid Lincoln den 20 maj 1217. Efter ett annat nederlag i slaget vid Sandwich gav Ludvig upp sina anspråk på Englands tron.

## De hemliga krigstida tunnlarna

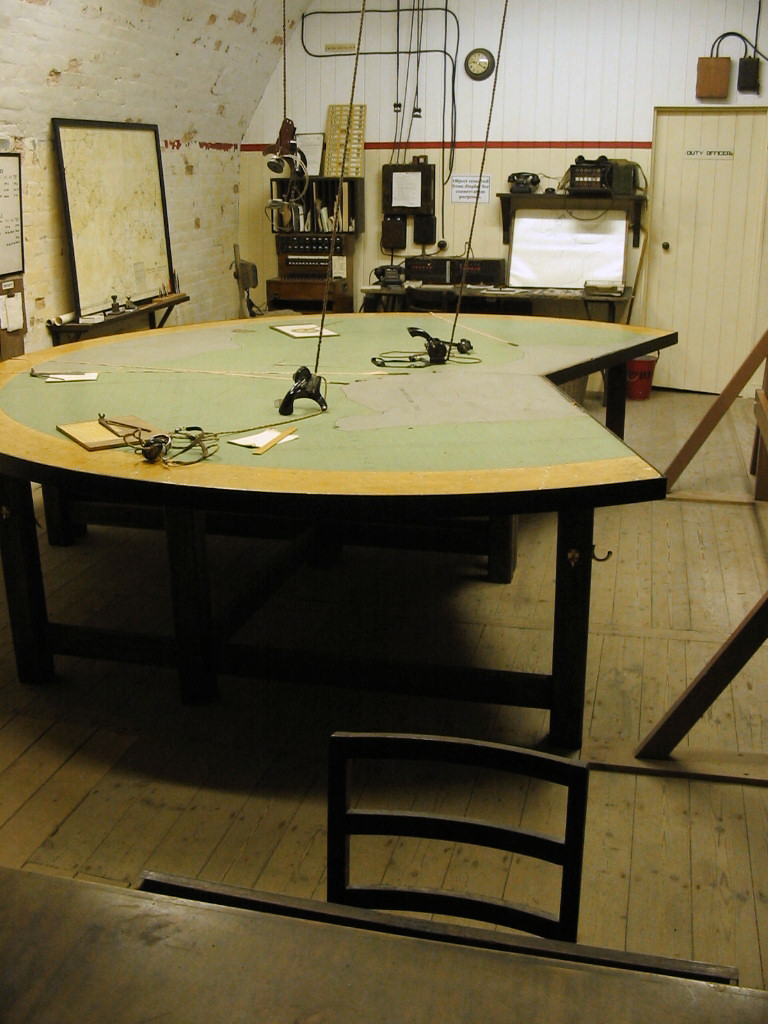
Kustartilleriets stridsledningscentral från andra världskriget

En massiv nybyggnad skedde vid slutet av 1700-talet under Napoleonkrigen. Vid den tiden skapades underjordiska tunnlar som skulle tjänstgöra som kaserner. I själva borgen hade det blivit för trångt när de nya försvarsanläggningarna krävde stora mängder ytterligare soldater. Den lösning som valdes var att skapa ett tunnelkomplex ungefär 15 meter under marken och de första trupperna inhystes där 1803. Vid höjdpunkten av Napoleonkrigen bodde mer än 2000 män i tunnlarna, som är de enda underjordiska kasernerna som någonsin konstruerats i Storbritannien.
Vid slutet av Napoleonkrigen omvandlades tunnlarna delvis och användes av Coast Blockade Service för att bekämpa smuggling. Detta var dock en kortsiktig insats och 1826 flyttades högkvarteret närmare kusten. Tunnlarna var sedan övergivna i mer än ett århundrade. 
När andra världskriget bröt ut 1939 omvandlades tunnlarna först till skyddsrum och senare till en militär kommandocentral och underjordiskt sjukhus. I maj 1940 styrde amiral sir Bertram Ramsey evakueringen av franska och brittiska soldater från Dunkerque, med täcknamnet Operation Dynamo, från sitt högkvarter i tunnlarna. 

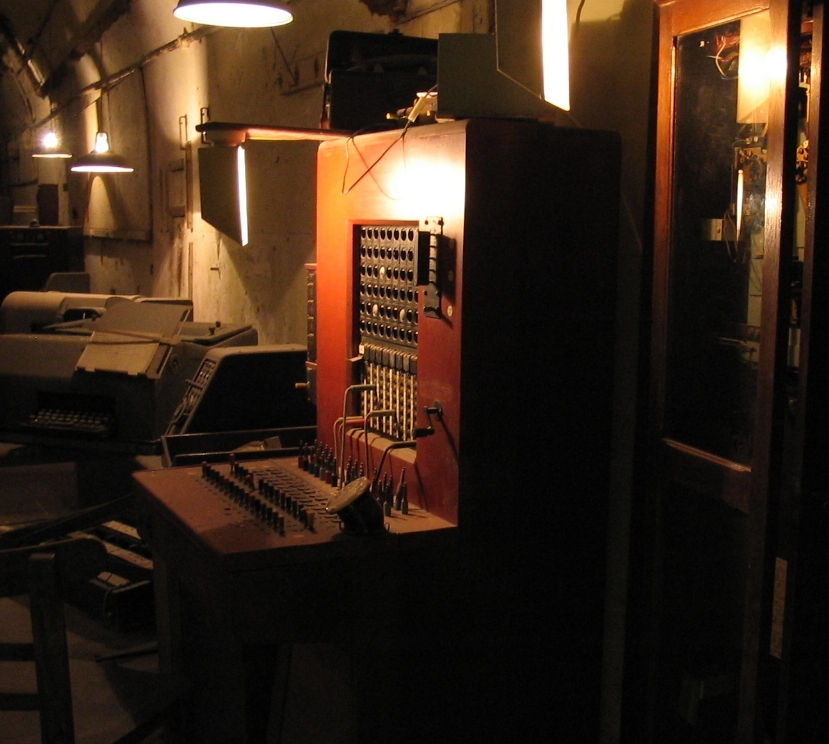
Telefonväxel från 1941

En militär telefonväxel installerades 1941 och betjänade det underjordiska högkvarteret. Växelborden användes ständigt och man var tvungen att gräva en ny tunnel bredvid för att inhysa batterierna som behövdes för att hålla dem i funktion. Marinen använde telefonväxeln för att möjliggöra direkt kommunikation med fartyg, liksom för att styra räddningar av piloter som blivit nedskjutna i Doverkanalen.
Senare användes tunnlarna som skyddsrum för Regional Seats of Government i händelse av en kärnvapenattack. Denna plan övergavs av olika skäl, däribland att man insåg att kritan i klipporna inte skulle ge tillräckligt skydd mot radioaktiv strålning och på grund av tunnlarnas besvärliga utformning och allmänt dåliga skick. 
Tunnelnivåerna betecknas A - Annexe, B - Bastion, C - Casemate, D - DUMPY och E - Esplanade. Annexe och Casemate-nivåerna är öppna för allmänheten, Bastion är 'försvunnen' men undersökningar fortgår för att få tillgång dit, DUMPY (som byggdes om från krigstida användning till att tjäna som regionalt regeringssäte i händelse av kärnvapenkrig) är stängd, liksom Esplanade (som sist användes som skyddsrum vid flyganfall under andra världskriget).

## Borgen idag

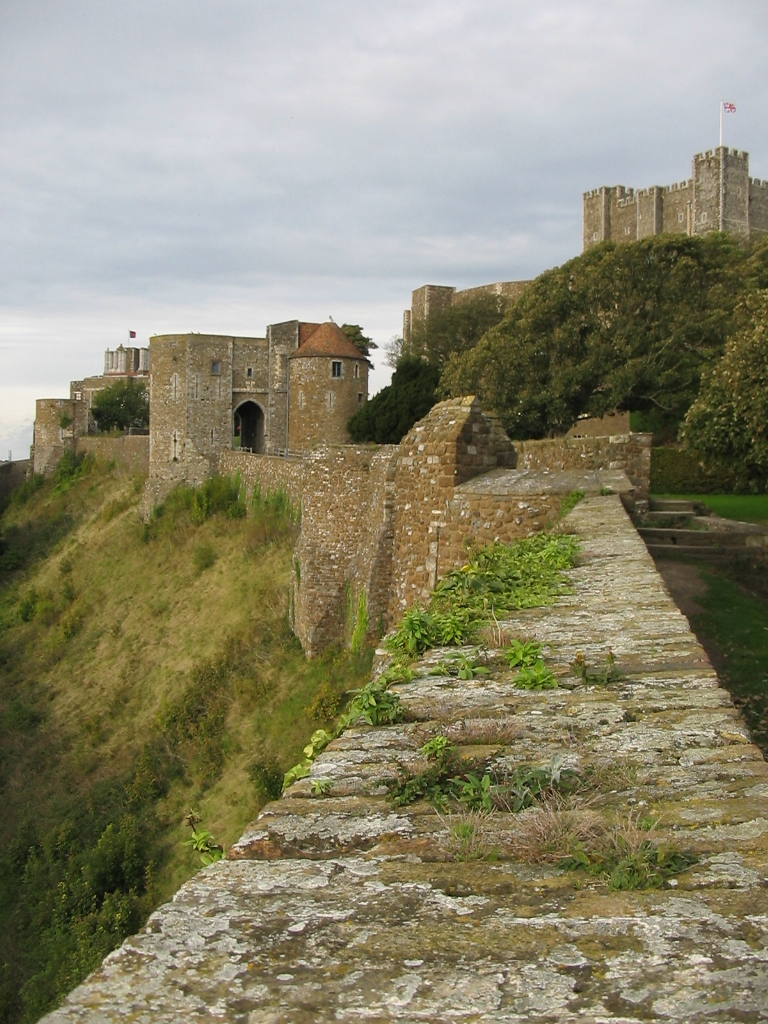
En del av den västra muren

Borgen, tunnlarna och det omgivande landskapet ägs nu av English Heritage och platsen är en viktig turistattraktion. Lord Warden of the Cinque Ports är officiellt överhuvud för borgen, i sin förbundna position som kommendant (Constable) för Dover Castle.

## Övrigt
Louis Blériot blev 25 juli 1909 den förste att korsa Engelska kanalen med ett flygplan. Flygningen påbörjades i Les Baraques nära Calais i Frankrike, och han landade på en äng vid Dover Castle.